# Бой при Истерспрюйте
Бой при Истерспрюйте (африк. Slag van Ysterspruit) — один из боёв партизанского периода Второй англо-бурской войны. 25 февраля 1902 года бурский отряд численностью около 900 человек под командованием генерала Кооса Де ла Рея атаковал у Истерспрюйта британский обоз полковника У. К. Андерсона и захватил его, пленив большую часть солдат конвоя.
23 февраля 1902 года британская колонна из более чем ста пустых фургонов была отправлена для пополнения запасов из Вольмаранстада в Клерксдорп. Эскорт состоял из 5-го имперского йоменского полка, трех рот 1-го Нортумберлендского стрелкового полка, двух орудий и пом-пома под командованием полковника У. К. Андерсона.
25 февраля, перед рассветом, когда колонна двинулась со своего бивуака у Истерспрюйта, расположенного в 20 км к западу от Клерксдорпа, ее авангард подвергся яростному обстрелу из густых зарослей спереди и конной атаке слева. Британские пушки и пом-пом открыли огонь, и буры отступили в укрытие. Фургоны обоза, которые в разгар атаки повернули обратно к месту бивуака, были возвращены в колонну. Вторая и третья атаки на арьергард были также отбиты. Андерсон отправил офицера верхом за помощью в Клерксдорп.
Буры под командованием Кемпа в четвертый раз предприняли попытку атаковать, стреляя с седла, но были отброшены шквальным огнем фланговой охраны. Когда на подмогу к бурам прибыл Селье с 500 бойцами, они снова атаковали у брода через Ягспрюйт. Воцарилась паника, ездовые-туземцы и тягловый скот разбежались. Арьергард сдерживал атаку, пока не кончились боеприпасы. Андерсон был вынужден сдаться.
Из 500 солдат 109 сумели пробиться, 58 погибли, остальные попали в плен, в том числе 129 раненых. Потери буров составили 51 человек.
После того как пустые фургоны были сожжены, Де ла Рей ушел с 170 лошадьми, несколькими сотнями винтовок и полумиллионом патронов.